# Ostryopsis nobilis
Ostryopsis nobilis là một loài thực vật có hoa trong họ Betulaceae. Loài này được Balf.f. & W.W.Sm. mô tả khoa học đầu tiên năm 1914.